# She Works Hard for the Money (album)
She Works Hard for the Money – album amerykańskiej piosenkarki Donny Summer wydany w 1983 roku przez Mercury Records.
Płytę wyprodukował Michael Omartian, a dominował na niej taneczny pop z elementami rocka i R&B. Większość utworów współtworzyli Omartian, Summer oraz jej mąż Bruce Sudano. Album cieszył się powodzeniem i został certyfikowany jako złoty w Stanach Zjednoczonych i Kanadzie. Pierwszym singlem został feministyczny utwór tytułowy, który dotarł do top 5 list sprzedaży m.in. w USA, Kanadzie, Australii i Szwecji, i okazał się jednym z największych hitów Summer od czasu ery disco. Sporą popularność zdobył też drugi singel, utrzymany w stylu calypso „Unconditional Love”, nagrany z brytyjskim zespołem dziecięcym Musical Youth. Kolejne single, „Stop, Look & Listen” oraz ballada „Love Has a Mind of Its Own”, osiągnęły już tylko niewielki sukces. Piosenka „People, People” została wydana jako singel tylko w Holandii, a „He’s a Rebel” tylko w Hiszpanii. W 1984 roku druga z nich zdobyła nagrodę Grammy w kategorii Best Inspirational Performance.

## Lista utworów
Strona 1
1. „She Works Hard for the Money” – 5:19
2. „Stop, Look and Listen” – 5:52
3. „He’s a Rebel” – 4:22
4. „Woman” – 4:19

Strona 2
1. „Unconditional Love” (oraz Musical Youth) – 4:42
2. „Love Has a Mind of Its Own” (oraz Matthew Ward) – 4:16
3. „Tokyo” – 4:19
4. „People, People” – 4:06
5. „I Do Believe (I Fell in Love)” – 4:35

## Notowania
| Kraj                              | Pozycja | Certyfikat  |
| --------------------------------- | ------- | ----------- |
| Australia                         | 21      |             |
| Hiszpania                         | 15      |             |
| Holandia (MegaCharts)             | 9       |             |
| Kanada                            | 23      | złota płyta |
| Niemcy (Media Control)            | 14      |             |
| Norwegia (VG-lista)               | 12      |             |
| Nowa Zelandia                     | 47      |             |
| Stany Zjednoczone (Billboard 200) | 9       | złota płyta |
| Szwajcaria                        | 23      |             |
| Szwecja (Sverigetopplistan)       | 8       |             |
| Wielka Brytania (UK Albums Chart) | 28      |             |